# 東広島市立高屋中学校
東広島市立高屋中学校（ひがしひろしましりつ たかやちゅうがっこう）は、広島県東広島市高屋町中島にある公立中学校。

## 概要
東広島市東部の自然豊かな環境に立地する。学区は広大で、高美が丘小学校区を除く高屋町全域となるため、バスや電車で通学する生徒もいる。

## 学校行事
- 4月 - 入学式
- 5月 - 体育大会
- 10・11月 - 文化祭
- 12月 - 修学旅行(2年)
- 3月 - 卒業式

行事の月は毎年少し変化する場合がある。

## 部活動

### 運動部
- バスケットボール部（男子・女子）
- バレーボール部（男子・女子）
- ソフトテニス部（男子・女子）
- 陸上部（男子・女子）
- 卓球部（男子・女子）
- 野球部
- 柔道部
- 剣道部

### 文化部
- クリエーション部

```
(技術工作部と統計部 合併)
```

- 芸術部

```
(書道部と美術部 合併)
```

- 家庭科部
- 茶華道箏曲部
- 吹奏楽部
- 合唱部

## 交通
JR西日本山陽本線西高屋駅より徒歩10分

## 通学区域
- 東広島市立高屋東小学校の学区
- 東広島市立高屋西小学校の学区
- 東広島市立小谷小学校の学区
- 東広島市立造賀小学校の学区

## 進学前小学校
- 東広島市立高屋東小学校
- 東広島市立高屋西小学校
- 東広島市立小谷小学校
- 東広島市立造賀小学校

※その他三原市や八本松町、河内町、高美が丘から来ている
または転校して通う生徒も居る

## 著名な出身者
- 久保田智子 - TBSテレビ報道記者・元アナウンサー
- 吉田圭太 -陸上競技選手